# Gary Oldman
Gary Leonard Oldman (sinh 21 tháng 3 năm 1958) là một diễn viên và nhà làm phim người Anh. Được biết đến với sự linh hoạt và phong cách diễn xuất mãnh liệt, ông đã nhận được nhiều giải thưởng khác nhau, bao gồm một giải thưởng Viện hàn lâm, một giải Quả cầu vàng và ba giải thưởng Điện ảnh Viện hàn lâm Anh. Các bộ phim của ông đã thu về hơn 11 tỷ đô la trên toàn thế giới, khiến ông trở thành một trong những diễn viên có doanh thu cao nhất mọi thời đại.
Oldman bắt đầu tham gia diễn xuất ở nhà hát vào năm 1979 và có bộ phim đầu tay trong Remembrance (1982). Anh tiếp tục theo đuổi sự nghiệp sân khấu tại Tòa án Hoàng gia London và là thành viên của Công ty Royal Shakespeare, với các tác phẩm như Cabaret, Romeo and Juliet, Entertaining Mr Sloane, Saved, The Country Wife và Hamlet. Anh trở nên nổi tiếng trong phim Anh với các vai diễn Sid Vicious trong Sid and Nancy (1986), Joe Orton trong Prick Up Your Ears (1987) và Rosencrantz trong Rosencrantz & Guildenstern Are Dead (1990), đồng thời thu hút sự chú ý với vai thủ lĩnh của một băng nhóm côn đồ bóng đá trong bộ phim truyền hình The Firm (1989). Được coi là thành viên của "Brit Pack", ông đạt được sự công nhận lớn hơn với tư cách là một tay xã hội đen ở New York trong State of Grace (1990), Lee Harvey Oswald trong JFK (1991) và Bá tước Dracula trong Bram Stoker's Dracula (1992).
Oldman đã thể hiện những nhân vật phản diện trong các bộ phim như True Romance (1993), The Fifth Element (1997), Air Force One (1997) và The Contender (2000); đặc vụ tham nhũng Norman Stansfield của DEA, người mà anh đóng trong Léon: The Professional (1994), được gọi là một trong những nhân vật phản diện hay nhất của điện ảnh. Ông cũng đóng vai Ludwig van Beethoven trong Immortal Beloved (1994) và sau đó xuất hiện trong các vai nhượng quyền thương mại như Sirius Black trong loạt phim Harry Potter, James Gordon trong The Dark Knight Trilogy (2005–2012) và một nhà lãnh đạo con người, Dreyfus trong Dawn of the Planet of the Apes (2014). Ông đã giành được Giải Oscar cho Nam diễn viên chính xuất sắc nhất cho vai diễn Winston Churchill trong Darkest Hour (2017) và được đề cử cho vai diễn George Smiley trong Tinker Tailor Soldier Spy (2011) và Herman J. Mankiewicz trong Mank (2020).
Oldman là nhà sản xuất điều hành của các bộ phim như The Contender , Plunkett & Macleane (1999) và Nil by Mouth (1997), những bộ phim sau này do ông viết kịch bản và đạo diễn. Anh đã góp mặt trong các chương trình truyền hình như Slow Horses, Fallen Angels, Tracey Takes On... and Friends, lồng tiếng cho Ignitius và Viktor Reznov lần lượt trong các trò chơi điện tử The Legend of Spyro và Call of Duty , và xuất hiện trong các video âm nhạc của David Bowie, Guns N 'Roses và Annie Lennox.

## Tuổi thơ
Oldman sinh ra tại New Cross, London, con trai của Kathleen (họ Cheriton; sinh ngày 28 tháng 11 năm 1919), là nội trợ, và Leonard Bertram Oldman (sinh ngày 21 tháng 5 năm 1921 – mất tháng 10 năm 1985), là thủy thủ và cũng là thợ hàn. Ông đã một lần nói rằng bố ông Leonard là một người nghiện rượu và bỏ đi khi Oldman mới 11 tuổi. Oldman theo học trường West Greenwich ở Deptford và bỏ học ở tuổi 16 để làm việc trong một cửa hàng bán đồ thể thao. Ông là nghệ sĩ piano khi còn nhỏ, và sau đó là ca sĩ, nhưng đã từ bỏ ca nhạc để theo đuổi nghiệp diễn sau khi xem diễn xuất của Malcolm McDowel trong bộ phim năm 1971 The Raging Moon. Trong một buổi phỏng vấn năm 1995 với Charlie Rose, Oldman nói: "Một điều gì đó ở Malcolm đã ảnh hưởng đến tôi và tôi nói, mình cũng muốn làm điều đó'."